# آینار هانسون
آینار هانسون (سوئدی: Einar Hanson; زاده ۱۵ ژوئن ۱۸۹۹ – درگذشته ۳ ژوئن ۱۹۲۷) یک بازیگر سینما اهل سوئد بود.
از فیلم‌ها یا برنامه‌های تلویزیونی که وی در آن نقش داشته‌است می‌توان به خیابان اندوه و طوفان برف اشاره کرد.